# HaeII
HaeII är ett restriktionsenzym som finns i Haemophilus influenzae. Dess funktion är att klyva DNA-strängar vid sekvensen GCGC. Den klyver inte rakt av utan skapar klistriga ändar, det vill säga ena delen skjuter ut.